# 서보 죄죄

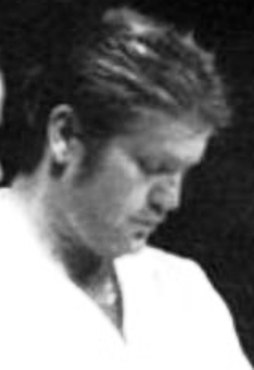

서보 죄죄(헝가리어: Szabó Győző, 1970년 7월 7일 ~ )는 헝가리의 배우이다.

## 영화
- 마지막 무대는 나와 함께 (2008년)
- 폭스 테일 (2008년)
- 콘트롤 (2003년)
- 카인드 오브 아메리카 (2002년)
- 중국인의 기적 (2001년)
- 콘테미네이티드 맨 (2000년)